# 松石駅
松石駅（ソンソクえき）は大韓民国江原道旌善郡にかつて存在した韓国鉄道公社旌善線の駅である。

## 歴史
- 1977年8月1日：開業[1]。
- 1983年2月1日：廃止[2]。

## 隣の駅
韓国鉄道公社
旌善線
旌善駅 - 松石駅 - 羅田駅